# Nestlé
A Nestlé S.A. a világ egyik legnagyobb ital- és élelmiszeripari vállalata. Központja Svájcban, a Genfi-tó partján, Vevey-ben található. Bevételek és egyéb adatok alapján 2014 óta a világ legnagyobb élelmiszergyártója. A Fortune 500-as listáján 82. helyen szerepelt 2020-ban, a világ legnagyobb nyilvános részvénytársaságait listázó Forbes Global 2000 pedig a 41. helyre sorolta 2020-ban.
A Nestlé termékei között találunk csecsemőtápszereket, speciális gyógyászati célra szánt termékeket, ásványvizeket, reggelizőpelyheket, kávét, kakaót, teát, édességeket, tejtermékeket, jégkrémet, fagyasztott ételeket, növényi fehérjealternatívákat és állateledeleket. A Nestlé több mint 2000 márkával van jelen a világ 186 országában. Ezek között találjuk a Nespressot, a Nescafé t, a KitKatet, a Smarties-t és a Maggit. A Nestlének 81 országban 376 gyára, 3 kutató- és több mint 30 termékfejlesztő, technológiai központja van. A vállalat világszerte körülbelül 273 000 embert foglalkoztat.

## Története

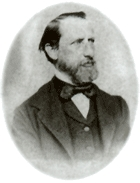
Henri Nestlé, svájci cukrászmester. A Nestlé alapítója és az egyik első sűrített tej készítő

A Nestlé alapítója, Henri Nestlé német születésű gyógyszerész 1867-ben dolgozta ki a „farine lactée“-t (tejliszt) a svájci Vevey-ben. A tehéntejből, búzalisztből és cukorból készült terméket Nestlé azoknak a csecsemőknek a táplálására fejlesztette ki, akik nem jutottak anyatejhez, így csökkentve az akkoriban igen magas csecsemőhalandóságot. Az általa alapított vállalat 1905-ben egyesült az Anglo-Swiss vállalattal, és ezzel megalakult a ma Nestlé Group néven ismert vállalatcsoport. A folyamatos terjeszkedést követően a Nestlé 1929-ben felvásárolta a Peter-Cailler-Kohlert, Svájc legnagyobb csokoládégyárát. 1938-ban bevezették a piacra a Nescafé márkát. 1947-ben a Nestlé & Anglo Swiss egyesült a Maggi leveseket, erőleveseket és ételízesítőket gyártó svájci Alimentanával. Azóta a vállalat számos akvizíciót hajtott végre, melynek köszönhetően olyan gyorsan növekedő területekre is belépett, mint a fagyasztott ételek, de  emellett a hagyományos tej-, kávé- és konzervélelmiszer üzletágát is fejlesztette. Az 1970-es években a vállalat a gyógyszer- és kozmetikaiparban is megjelent, 1974-ben részesedést szerzett a L’Orealban.
1988-ban a vállalat tulajdonába került a brit Rowntree Mackintosh, s vele együtt a KitKat, After Eight és Smarties márkák. 2001-ben felvásárolta az amerikai Ralston Purina állateledel vállalatot és a Nestlé Friskies Petcare-rel egyesítve létrehozta új piacvezető állateledel üzletágát, a Nestlé Purina Petcare-t.

2011-ben létrejött a Nestlé klinikai tápszer üzletága és a Nestlé Egészségtudományi Intézete, amelynek célja a tudományos kutatásokon alapuló termékek kifejlesztése a krónikus betegségek megelőzése és kezelése céljából. 2012-ben a csecsemőtáplálás üzletág pozíciójának megerősítésére a Nestlé 11,9 milliárd dollárért megvásárolta a Wyeth Nutritiont (korábban Pfizer Nutrition). 

## A Nestlé Magyarországon
A Nestlé Magyarországon már a 19. század végén jelen volt csecsemőtápszereivel és Maggi termékekkel.
A Nestlé Hungária Kft. 1991-ben alakult, és napjainkra Magyarország legnagyobb svájci befektetője, munkáltatója és élelmiszeripari vállalata lett. Három magyarországi gyárában összesen 2400 embert foglalkoztat. Magyarországi jelenléte alatt több mint 185 milliárd forintot meghaladó értékben fektetett be, és továbbra is hosszú távú jelenléttel tervez.  Szerencsen kakaó- és kávétermékeket, Diósgyőrben üreges csokoládéfigurákat, Bükön pedig állateledelt állítanak elő.
Regionális gyártókapacitásainak, illetve a hazai termékfejlesztéseknek köszönhetően a magyarországi termelőüzemeknek a Nestlé cégcsoporton belül is kiemelt szerepük van. A magyar gyárak világszerte több mint negyven országba szállítanak Nestlé terméket, a gyárak termelésének 80–90 százaléka kifejezetten exportra készül. A hazai üzemekben előállított termékeket a helyi fogyasztói igényekhez, valamint az étkezési kultúrákhoz igazodva fejlesztik ki. A Nestlé az aktuális társadalmi kihívásokra is igyekszik érdemi válaszokat adni, és alkalmazkodni a fogyasztók, partnerek, az alkalmazottak, beszállítók és környezet folyamatosan változó igényeihez. 

### Szerencs
A szerencsi üzem 1991 óta tartozik a Nestlé cégcsoporthoz, és évek óta ez a gyár a Nestlé közép-európai regionális kávé- és kakaóitalpor-gyártó és -töltő üzeme, amely közel harminc országot lát el itt készülő termékekkel. Szerencsen készülnek többek között húsz ország piacára a Nesquik OptiStart és a Nesquik All Natural termékek, illetve ebben a gyárban fejlesztették ki 2002-ben az európai piac számára a Nescafé 3in1 termékeket, melyeket azóta is itt gyártanak. A gyár minőségbiztosítási vizsgáló laborja mellett a szerencsi üzemben található a Nestlé közép-kelet-európai régiójának érzékszervi vizsgáló központja is.
A szerencsi gyár éves kapacitása megközelíti a 42 000 tonnát, az itt előállított termékek 84%-a exportra készül. Szerencsen a Nestlé közel 500 főt foglalkoztat, és 2011-2020 között 6 milliárd forintnyi beruházást valósított meg.

### Diósgyőr
A diósgyőri gyár a Nestlé cégcsoport egyetlen, kizárólag üreges csokoládéfigurák gyártására specializálódott üzeme a világon. Az üzemben több mint 293 féle üreges csokoládé figura készül valódi csokoládéból. Évente megközelítőleg 4000 tonna csokoládéfigurát gyártanak, és a teljes kibocsátás 88%-át exportálják.
A Nestlé 2011 és 2020 között több mint 2,5 milliárd forintnyi beruházást valósított meg a diósgyőri üzemben, és több mint 400 főt foglalkoztatnak. Az itt készült termékek több mint 20 országban kaphatók.

### Bük

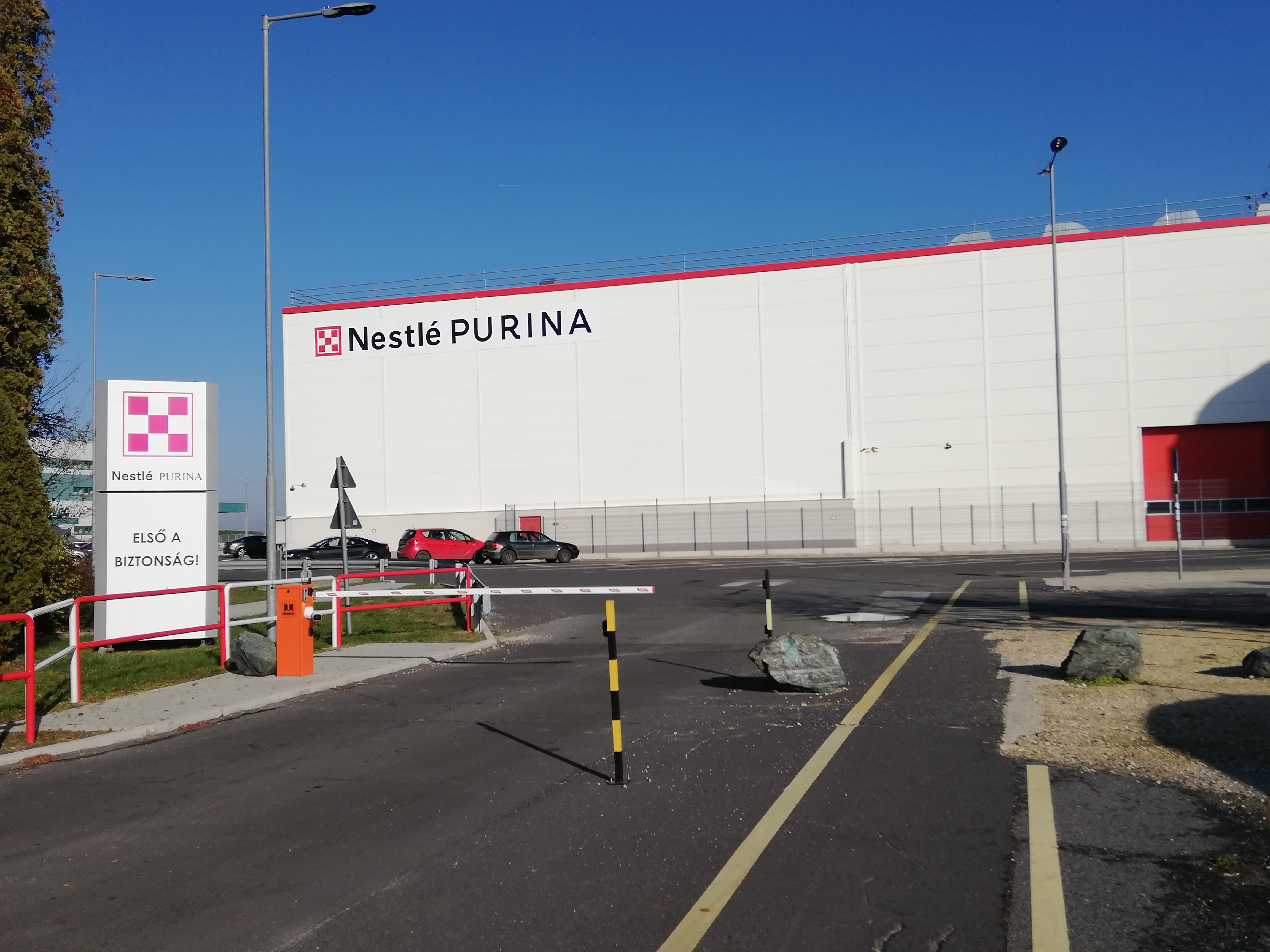
A Nestlé büki telephelyének egyik épülete a belterület felől

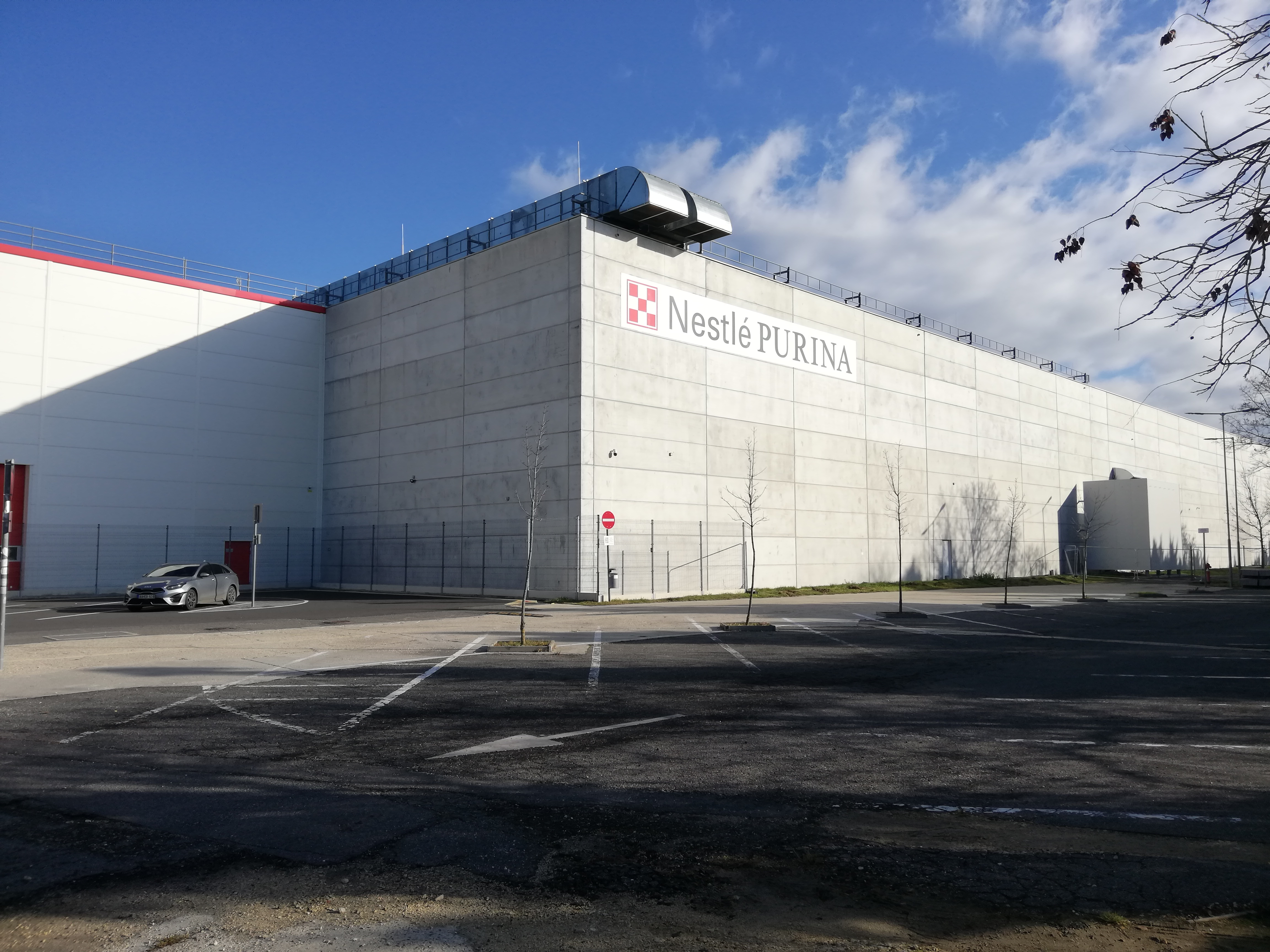
A Nestlé büki telephelyének egyik épülete a belterület felől

A Nestlé 1998-ban megvásárolta a Jupiter Állateledelgyártó Kft.-t a Darling márka használati jogával és a büki gyárral együtt. Ezután mintegy 6 milliárd forintos beruházással újabb állateledel-gyárat létesített Bükön, amely – Magyarországon elsőként – száraz és nedves állateledel előállítására egyaránt képes. Az évek során az üzem az állateledel-gyártás kelet-közép-európai központjává vált, ahonnan több mint 50 országot látnak el termékekkel. Az itt készülő állateledelek 85%-át exportálják, amelynek értéke az elmúlt tíz évben meghaladta a 400 milliárd forintot.
A Nestlé összesen 43 milliárd forintnyi beruházást valósított meg 2010 és 2019 között, amellyel több mint félezer új munkahelyet teremtett a térségben. A gyár fejlesztésével Bük település olyan élelmiszeripari termelőstruktúrával gazdagodott, amely számottevő beszállítói lehetőségeket biztosít a hazai mezőgazdasági termelők számára.
2020-ban újabb, közel 50 milliárd forint értékű beruházás vette kezdetét a büki gyártóközpontban. A magyar modern piacgazdaság élelmiszer-feldolgozó iparának legnagyobb beruházásával a büki állateledelgyár kapacitása előreláthatólag 30 százalékkal nő, ami akár napi 5 millió termék előállítását is lehetővé teszi. Miközben a 2020-ban indult projekt kivitelezése változatlanul, az eredeti terveknek megfelelően zajlik, a vállalat 2021 végén újabb fejlesztést jelentett be: az új, 35 milliárd forintos bővítési szakasszal újabb 50 robot áll csatasorba, így a prémium macskaeledel termelési üzem kapacitása éves szinten további 50 000 tonna előállítására lesz képes, várhatóan 2022 negyedik negyedévétől.

## Fenntarthatósági kezdeményezések
A Nestlé 2020-ban globális szintű intézkedéseket jelentett be, amelyekkel 2030-ra felére csökkentik kibocsátásaikat, 2050-re pedig elérik a nettó zéró kibocsátási szintet. A Nestlé a Párizsi Klímaegyezmény céljaival összhangban létrejött ENSZ éghajlat-politikai vállalásának (Business Ambition for 1.5 °C) egyik első aláírójaként hozta nyilvánosságra részletes tervét céljai elérésére. A cég legfontosabb intézkedései közé tartozik a gazdák és beszállítók támogatása a regeneratív, talajmegújító mezőgazdasági gyakorlatok alkalmazásában, több százmillió fa ültetése a következő 10 év során, valamint az a törekvés, hogy 2025-re a Nestlé üzemeinek villamosenergia felhasználását 100%-át megújuló erőforrásokból fedezze. A Nestlé a következő öt év folyamán összesen 3,2 milliárd svájci frankot fordít a nettó zéró kibocsátás elérését célzó átalakulásra, melyből 1,2 milliárd svájci frankkal támogatja a regeneratív (talajmegújító) mezőgazdaságot a teljes ellátási láncon.
2025-re a tervek szerint a Nestlé mind a 800 gyártóegysége a világon 100%-ban megújuló forrásból származó villamosenergiát fog használni. A vállalat mindhárom magyarországi gyárában már 2017 óta kizárólag megújuló forrásokból származó áramot használ, és egyik gyárból sem kerül ipari hulladék hulladéklerakóba. A gyárak működése során keletkező hulladékot ehelyett anyagában vagy energiaként hasznosítják újra.
A Nestlé csatlakozott az Európai Műanyag Egyezményhez, azt elősegítendő, hogy csomagolóanyagait könnyebben újrahasznosíthatóvá, újrafelhasználhatóvá alakítsa, illetve növelje az újrahasznosított anyag-tartalmat csomagolásaiban.
A Nestlé 2025-re valamennyi csomagolóanyagát újrahasznosíthatóvá vagy újrahasználhatóvá alakítja, és ez alatt a periódus alatt harmadával csökkenti az újonnan gyártott műanyagok felhasználását.
A svájci anyavállalat 2018-ban az élelmiszeriparban egyedülálló módon Csomagolástechnikai Intézetet alapított, ahol az új, környezetbarát csomagolóanyagok fejlesztését és tesztelését végzik, és megközelítőleg 2 milliárd svájci frankot ruházott be, hogy áttérjen az élelmiszeripari minőségű újrahasznosított műanyagok használatára. Az intézet kutatásai olyan eredményekkel szolgálnak, mint a legújabb, újratölthető, illetve újrafelhasználható csomagolási rendszerek, az egyszerűsített csomagolóanyagok, a nagyteljesítményű nem áteresztő papírok, valamint az újrahasznosítható megoldások nagyobb arányú alkalmazása a márkák csomagolási rendszereiben.
Az új megoldásoknak köszönhetően a diósgyőri, üreges csokoládéfigurákat gyártó üzemben 2020 során közel 70 tonnával csökkent a csomagolásokhoz felhasznált műanyag mennyisége. Valamennyi itt használt csomagolóanyag újrahasznosításra kész, azaz amennyiben az adott országban létezik erre megfelelő szelektív gyűjtési, válogatási és újrafeldolgozási infrastruktúra, ezen csomagolások újrahasznosítása megoldható.